# Libre marché
Un libre marché est un marché dans lequel les transactions (prix, quantités, mesures…) entre acheteurs et vendeurs sont déterminées seulement par leur consentement mutuel. Cela exclut que l'une des parties obtienne la conclusion du marché par contrainte ou par tromperie ; cela exclut également l'intervention d'un tiers pour forcer ou empêcher le marché : notamment, cela limite l'intervention des pouvoirs publics à l'application des droits de propriétés, respect des contrats et vérification du consentement.

## Économie
Dans la réalité, la plupart des marchés sont soumis à des régulations plus ou moins fortes, de la simple édiction de normes sur les poids et mesures jusqu'à l'extrême de l'économie planifiée et de l'économie de guerre (lorsque des rations limitées sont distribuées gratuitement).
Le prix est un élément essentiel sur le marché. Il permet à chacun, par la comparaison avec d'autres biens et services, de savoir s'il souhaite acheter ou vendre le bien en échange d'autres biens. Inversement, l'ajustement à la hausse ou à la baisse du prix est un paramètre essentiel pour faciliter la réalisation d'un échange quand on a pris la décision d'acheter ou de vendre, spécialement en situation de concurrence où l'offre d'un prix plus avantageux facilite la conclusion (la concurrence entre les vendeurs fait donc baisser les prix, tandis que celle entre les acheteurs le fait monter). Au niveau agrégé, l'effet de la somme de ces décisions individuelles est décrite par la loi de l'offre et de la demande.

## Politique

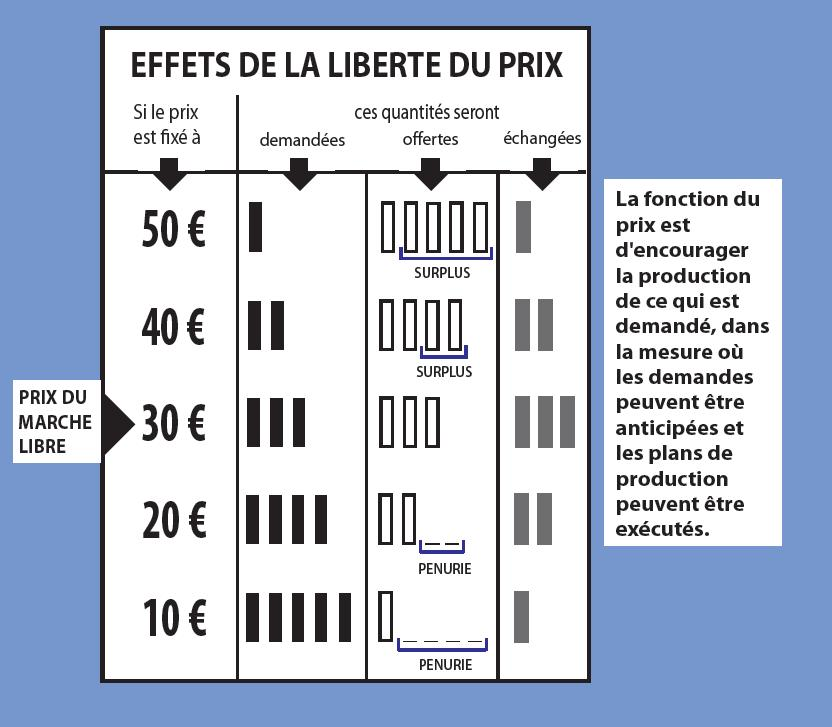
Effets de la liberté du prix

L'économie de marché est étroitement liée à la pensée économique du « laissez-faire », cette dernière élargissant le domaine concurrentiel au point de confiner l'intervention de l'État au cas des défaillances du marché. Ainsi, avec un État cantonné au rôle défensif, celui-ci ne prend guère d'autres initiatives que la collecte d'impôts en vue d'assurer la pérennité de l'économie de marché. Certains promoteurs du marché libre sont également opposés à l'idée même d'imposition. Ils affirment que le marché est le meilleur moyen de fournir tous les biens et services, y compris pour la défense et le droit. Les anarcho-capitalistes, par exemple, chercheraient à créer des agences d'arbitration et agences de défense privées.
Alors que certains économistes tiennent le marché libre pour un modèle simpliste, d'autres considèrent qu'il s'agit là d'un concept normatif plutôt que descriptif, et soutiennent que les politiques qui dévient de cet idéal sont mauvaises même si certaines peuvent avoir des effets socialement bénéfiques à court terme. Samuelson a décrit la défaillance de marché comme l'exception qui confirme la règle des marchés efficaces.
En économie politique, l'antithèse de l'économie de marché est l'économie planifiée dans laquelle les décisions concernant les productions, la distribution et le fixage des prix ressortissent à l'État. D'autres modèles économiques existent comme l'économie du don et l'économie de subsistance. L'économie mixte est une position intermédiaire entre ces tendances extrêmes qui sert de socle aux politiques socio-économiques mises en œuvre par la majorité des pays et promue dans les programmes des partis politiques.
L'économie de marché est un système économique dans lequel les individus, plutôt que l'État, prennent la majorité des décisions concernant les activités économiques et les transactions. C'est un système d'allocation des biens au sein d'une société. Au XVIIIe siècle en Europe, l'économie de marché s'oppose aux économies médiévale et mercantiliste qui l'ont précédée.